# Hulkkianjärvi
Hulkkianjärvi är en sjö i Finland. Den ligger i kommunen Miehikkälä i landskapet Kymmenedalen, i den södra delen av landet, 150 km öster om huvudstaden Helsingfors. Hulkkianjärvi ligger 31 meter över havet. Arean är 20,2 hektar och strandlinjen är 1,85 kilometer lång. Sjön  ingår i Virojokis huvudavrinningsområde.   I omgivningarna runt Hulkkianjärvi växer i huvudsak blandskog.